# Neodexiospira
Neodexiospira är ett släkte av ringmaskar som beskrevs av Pillai 1970. Neodexiospira ingår i familjen Serpulidae.
Kladogram enligt Catalogue of Life och Dyntaxa:
| Neodexiospira | \| \| Neodexiospira benhami \| \| \| \| \| \| Neodexiospira brasiliensis \| \| \| \| \| \| Neodexiospira fauveli \| \| \| \| \| \| Neodexiospira mannarensis \| \| \| \| \| \| Neodexiospira pseudocorrugata \| \| \| \| \| \| Neodexiospira tambalagamensis \| \| \| \| |
|               | \| \| Neodexiospira benhami \| \| \| \| \| \| Neodexiospira brasiliensis \| \| \| \| \| \| Neodexiospira fauveli \| \| \| \| \| \| Neodexiospira mannarensis \| \| \| \| \| \| Neodexiospira pseudocorrugata \| \| \| \| \| \| Neodexiospira tambalagamensis \| \| \| \| |
|               | Neodexiospira benhami |
|               | |
|               | Neodexiospira brasiliensis |
|               | |
|               | Neodexiospira fauveli |
|               | |
|               | Neodexiospira mannarensis |
|               | |
|               | Neodexiospira pseudocorrugata |
|               | |
|               | Neodexiospira tambalagamensis |
|               | |